# Bauernbrachkopf
Der Bauernbrachkopf ist ein 3125 m ü. A. hoher Gipfel in der Glocknergruppe im österreichischen Bundesland Salzburg. Er kann als nördlichster Dreitausender Europas betrachtet werden, falls man den Grenzwert für eigenständige Gipfel bei einer Schartenhöhe von 30 m ansetzt. Ihm unmittelbar nördlich vorgelagert ist der 3093 m hohe Kempsenkopf, der mit einer Schartenhöhe von lediglich 16 m eher den Charakter einer Graterhebung besitzt.